# Charles Taylor (philosophe)
Pour les articles homonymes, voir Taylor et Charles Taylor.
Charles Margrave Taylor, né le 5 novembre 1931 à Montréal (Québec), est un philosophe canadien.
Il est professeur émérite de science politique et de philosophie à l'Université McGill (Montréal) où il enseigne de 1961 à 1997. Sa réflexion se situe au carrefour de nombreux courants de pensée et disciplines : la philosophie analytique, la phénoménologie, l'herméneutique, la philosophie morale, la philosophie de la religion, l'anthropologie, la sociologie, la philosophie politique et l'histoire. Cette variété de thèmes est abordée selon une constante continuité d'inspiration et de style. Ses écrits sont traduits en plus de vingt langues.
En 2007, il est nommé par le gouvernement québécois coprésident de la Commission de consultation sur les pratiques d'accommodement reliées aux différences culturelles (CCPARDC, dite « Commission Bouchard–Taylor ») avec le sociologue et historien Gérard Bouchard.

## Biographie

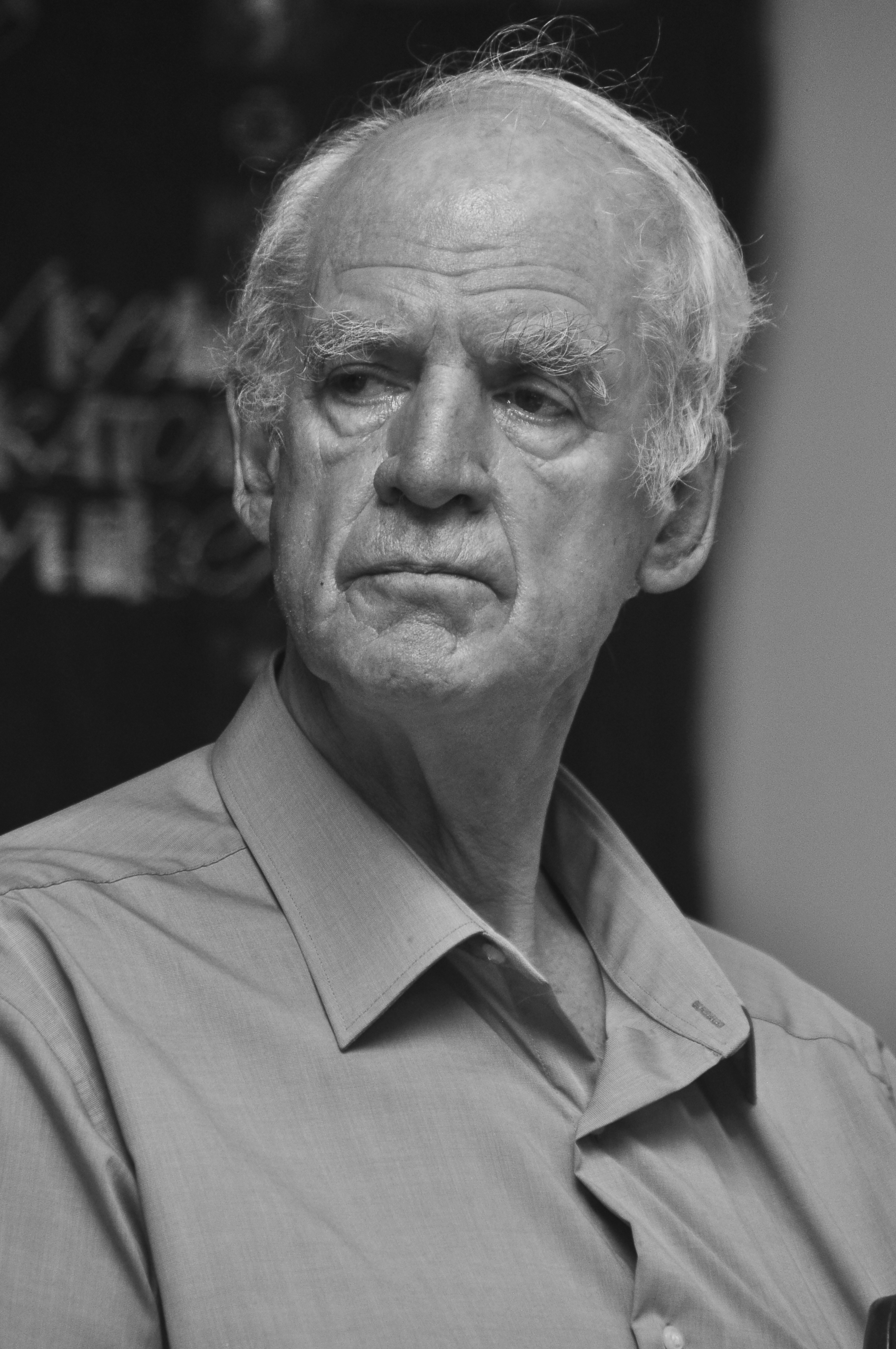
Charles Taylor

Charles Margrave Taylor est né à Montréal, Québec d'un père anglophone, Walter Margrave Taylor, et d'une mère bilingue, Simone Beaubien. Charles Taylor étudie à l'Université McGill (baccalauréat en histoire en 1952) et à l'université d'Oxford (baccalauréat en PPE en 1955). Il obtient une maîtrise en 1960 et un doctorat en 1961. Il est le frère de Gretta Chambers, journaliste, qui a été chancelière de l'Université McGill.
À Oxford, bastion de la philosophie analytique, Taylor travaille sous la direction du philosophe Isaiah Berlin. Il s'intéresse également à la philosophie du langage ordinaire de John Austin et aux travaux du dernier Wittgenstein. Loin d'être de stricte obédience analytique, Taylor s'intéresse également à Merleau-Ponty (en particulier à la Phénoménologie de la perception) et à Heidegger. Son premier ouvrage, issu de la rencontre de ces deux traditions (philosophie analytique et philosophie dite « continentale »), porte sur la philosophie de l'action (The Explanation of Behavior, 1964). Cette première contribution, qui s'inspire aussi de la réflexion d'Elizabeth Anscombe sur l'intention, préfigure les travaux de Donald Davidson sur l'« agentivité » ou encore ceux de Pierre Livet et de Pascal Engel.
À cette période analytique succède une série d'articles sur la psychologie cognitive, sur la théorie du langage, sur la signification et sur l'interprétation. Il commence à réfléchir sur la valeur des arguments transcendantaux, qui seront au cœur de son anthropologie philosophique à venir. Il jette aussi les bases de sa conception expressiviste du langage, qu'il emprunte aux Romantiques et dont il développera l'exposé plus tard dans sa carrière. C'est toutefois à la philosophie de Hegel que Taylor consacre ses prochains ouvrages. Par la suite, il s'intéresse surtout à l'éthique, à travers, notamment, les concepts d'horizons moraux, d'évaluations fortes, d'authenticité, de reconnaissance et de multiculturalisme. Cette partie de son œuvre passe également par une réflexion sur l'identité et la communauté, dont l'exemple québécois (les « deux solitudes ») constitue pour Taylor l'un des paradigmes les plus significatifs.
Il mène ensuite de vastes enquêtes sur la question de la modernité et des problèmes qu'elle pose à une époque qui voit naître le postmodernisme avec ce qu'il comporte de relativisme culturel et de pessimisme.
Il participe aux conférences du Mind and Life Institute, dont le but est de promouvoir un dialogue entre la science et le bouddhisme. En 2007, il dirige avec le sociologue Gérard Bouchard la Commission de consultation sur les pratiques d'accommodement reliées aux différences culturelles.
En 2016, il est le premier lauréat du prix Berggruen créé par l'Institut Berggruen pour distinguer les penseurs dont les idées contribuent à la compréhension de l'homme par lui-même et au développement de l'humanité.

## Philosophie
Dans Sources of the Self Taylor entreprend une recherche philosophico-historique sur le « moi » occidental à travers les diverses configurations dont il fait l'objet à l'époque moderne. Cette enquête sur la modernité — avec ce qu'elle comporte de conflictualité — porte notamment sur l'éclatement des identités à travers les processus de sécularisation (à ne pas confondre avec le concept proche mais non pas identique de « désenchantement du monde » développé par Weber), la généralisation de la « vie ordinaire », les conceptions divergentes de l'idée de nature, la multiplication des discours moraux et le phénomène du modernisme et des avant-gardes artistiques.
Cette hétérogénéité est constitutive d'une identité, d'un mode de vie dont nous sommes les héritiers quoi qu'en disent les penseurs « postmodernes » qui appréhendent le monde contemporain dans l'optique d'une rupture, d'un épuisement des discours de légitimation (idéologies). Malgré l'épuisement des « grands récits », un humanisme « exclusif » (c'est-à-dire sans référence à une transcendance, donc sécularisé) subsiste à travers la vie culturelle, sociale ou politique.
La crise de légitimation entraîne un passage de la conciliation des identités à travers l'idéologie (qui correspond à une première phase de la modernité) à une exigence de reconnaissance intersubjective des identités. Du discursif, du culturel, du politique, on passe à un niveau moral, c'est-à-dire pratique. Les différences, les égalités, les cultures ou les nations sont souvent enfermées dans des cadres formels ; les identités (et la modernité elle-même) ne peuvent être comprises de façon unitaire et ne répondent pas à une définition, à des valeurs et des principes stables. C'est pourquoi la question de la reconnaissance s'impose pour légitimer les conduites et leur donner un sens qu'il faut renouveler constamment en posant la question de l'universalisme.
Face à la tentation communautariste (de repli relatif), Charles Taylor défend l'universalisme, avec toutes les difficultés que cela représente :
- tant pour l'individu moderne qui doit échapper au piège de l'hédonisme qui fabrique des différenciations tribales en quelque sorte, sans véritable « originalisation »,
- que pour un peuple, une nation, une communauté qui doit faire face au double enjeu d'éviter l'écueil du repli identitaire et de garder son originalité.

## Philosophie et sociologie de la religion
Les derniers travaux de Taylor se sont davantage penchés sur la philosophie de la religion. Son œuvre le plus significative dans ce domaine fût L'Âge Séculier. Ce livre montre le recul de l'influence de la religion face à la modernité. Autrement, avec la modernité apparaît la science, la technologie et les formes rationnelles de l'autorité ce qui modifie profondément l'identité de la religion. Taylor poursuit en affirmant que la religion s'est diversifiée dans diverses formes dans une société désormais séculière.

## Carrière politique
Charles Taylor est candidat pour le Nouveau Parti démocratique aux élections canadiennes fédérales de 1962, 1963, 1965 et 1968. À ses trois premières participations aux élections, il se présente au comté fédéral de Mont-Royal. En 1965 il se place deuxième contre le futur premier ministre Pierre-Elliott Trudeau. À son quatrième et dernier essai en 1968 il se présente dans le comté de Dollard et termine deuxième de nouveau.

## Positionnement dans les courants philosophiques contemporains
Dans les débats éthico-politiques actuels, Taylor est souvent présenté comme un penseur représentatif du « communautarisme » et il s'est lui-même réclamé de ce courant. Ce positionnement ne doit cependant pas masquer la complexité de son œuvre et la diversité de ses sources : il n'hésite pas en effet à se réclamer à la fois de Wittgenstein, d'Austin, de Merleau-Ponty, de Max Weber, de Durkheim, de Tocqueville et de l'École de Francfort ; il maintient — malgré l'étonnante diversité (et l'apparente irréconciliabilité) de ces influences — une continuité thématique et une cohérence qui tient à son souci de mettre en dialogue les disciplines et de décloisonner les savoirs.

## Publications
- 1964 : (en) The Explanation of Behaviour, London, Routledge and Paul Kegan.
- 1970 : (en)The Pattern of Politics, Toronto: McClelland and Stewart
- 1975 : (en) Hegel, Cambridge University Press.
- 1979 : (en) Hegel and Modern Society, Cambridge University Press.
  - Hegel et la société moderne [« Hegel and Modern Society »], Cerf, 1998, 182 p. (ISBN 978-2-204-05785-1)
- 1979 : (en) Social Theory as Practice, Delhi, Oxford University Press.
- 1983 : (en) Social Theory as Practice. Delhi: Oxford University Press
- 1985 : (en) Human Agency and Language, Philosophical Papers 1, Cambridge University Press.
- 1985 : (en) Philosophy and the Human Sciences, Philosophical Papers 2, Cambridge University Press.
- 1989 : (en) Sources of the Self: The Making of the Modern Identity, Harvard University Press.
  - Les sources du moi : La formation de l'identité moderne [« Source of the Self:The Making of the Modern Identity »], Seuil / Boréal, 1998, 710 p. (ISBN 978-2-02-020712-6)
- 1991 : (en) The Malaise of Modernity, Toronto, Anansi (ouvrage tiré de conférences radiophoniques: « The Massey Lectures for the CBC »).
  - Le Malaise de la modernité [« The Malaise of Modernity »], Cerf, 2002, 125 p. (ISBN 978-2-204-07066-9)
- 1992 : (fr) Rapprocher les solitudes. Écrits sur le fédéralisme et le nationalisme au Canada, Québec, Presses de l'Université Laval.
- 1992 : (en) Multiculturalism: Examining the Politics of Recognition, Princeton University Press.
  - Multiculturalisme : Différence et démocratie [« The Malaise of Modernity »], Aubier, 1993, 142 p. (ISBN 978-2-7007-3347-1)
- 1993 : (en)  Reconciling the Solitudes: Essays on Canadian Federalism and Nationalism, McGill-Queen's University Press.
- 1994 : (en) Road to Democracy: Human Rights and Human Development in Thailand. With Muntarbhorn, Vitit. Montreal: International Centre for Human Rights and Democratic Development
- 1995 : (en) Philosophical Arguments, Harvard University Press.
- 1998 : « Qu'est-ce que le Soi ? », in Dormir, rêver, mourir, Paris, Nil éditions (retranscription de la quatrième conférence Esprit et Vie avec l'actuel Dalaï Lama)
- 1997 : (fr) La Liberté des modernes, Paris, Presses universitaires de France.
- 1999 : (en) A Catholic Modernity, Oxford University Press.
- 2002 : (en) Varieties of Religion Today. William James Revisited, Harvard University Press (Institute for Human Sciences Vienna Lectures Series).
- 2004 : (en) Modern Social Imaginaries, Duke University Press.
- 2005 : (en) The Ethics of Authenticity, Harvard University Press.
- 2007 : (en) A Secular Age, Belknat Harvard. (Récompensé par le prix Templeton 2007).
  - L'âge séculier [« A Secular Age »] (trad. de l'anglais), Paris, Seuil / Boréal, 2011, 1340 p. (ISBN 978-2-02-097616-9 et 978-2764620564)
- 2010 : (fr) Laïcité et liberté de conscience, avec Jocelyn Maclure, Montréal, Les Éditions du Boréal/La Découverte [9].
- 2011: (en) Dilemmas and Connections: Selected Essays. Cambridge, Massachusetts: Belknap Press of Harvard University Press
- 2012 : (en) Church and People: Disjunctions in a Secular Age, Edited with José Casanova, George F. Washington. Council for Research in Values and Philosophy
- 2014: (en) Boundaries of Toleration. Edited with Alfred Stephan. New York, Columbia University Press
- 2015 : (en) Retrieving Realism. With Hubert Dreyfus. Cambridge, Massachusetts: Harvard University Press
- 2015 : (fr) Les avenues de la foi. Entretiens avec Jonathan Guilbault, Éditions Novalis.
- 2016 : (en)The Language Animal: The Full Shape of the Human Linguistic Capacity[10], Harvard University Press.
- 2020 : (en) Reconstructing Democracy. How Citizens Are Building from the Groud Up. With Patrizia Nanz, Madeleine Beaubien Taylor. Cambridge, Massachusetts: Harvard University Press

## Distinctions
- 1982 : Bourse Killam.
- 1986 : Prix Fieldhouse
- 1991 : Prix Molson
- 1992 : Prix Léon-Gérin[11]
- 1995 : Compagnon de l'ordre du Canada
- Membre de la Société royale du Canada
- 2000 : Grand officier de L'Ordre national du Québec[12]
- 2007 : Prix Templeton
- 2008 : Prix de Kyōto
- 2015 : Prix Kluge[13] (co-récipiendaire avec Jürgen Habermas[14])
- 2016 : Prix Berggruen[15]
- 2019 : Prix Ratzinger